# Ingibjörg H. Bjarnason

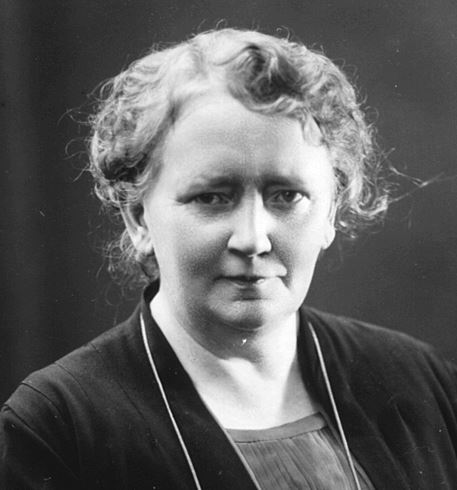
Ingibjörg H. Bjarnason

Ingibjörg Hákonardóttir Bjarnason (geb. 14. Dezember 1867 in Þingeyri; gest. 30. Oktober 1941) war eine isländische Frauenrechtlerin, Politikerin und Lehrerin. Sie war die erste Frau als Parlamentarierin im isländischen Althing.

## Leben
Ingibjörg Bjarnason wurde in einem kleinen Dorf in den Westfjorden als Tochter von Hákon Bjarnason (1828–1877) und Jóhanna Kristín Þorleifsdóttir (1834–1896) geboren. Zu ihren Geschwistern zählen der Psychologe Ágúst H. Bjarnason (1875–1952) und der Politiker Lárus H. Bjarnason (1866–1934). Die Skandinavistin Adeline Rittershaus war ihre Schwägerin. Deren Tochter Ingibjörg Stein Bjarnason wurde nach Ingibjörg H. Bjarnason benannt. Nachdem ihr Vater 1877 gestorben war, zog Bjarnason nach Reykjavík und ging dort auf die Frauenschule. Diese schloss sie 1882 ab. Anschließend besuchte sie Schulen in Dänemark und schloss dort als erste Isländerin eine Ausbildung in Gymnastik ab. Von 1893 bis 1901 unterrichtete sie Kinder in Gymnastik an einer Schule in Reykjavík. 1903 wurde sie Lehrerin an der Frauenschule. Drei Jahre später wurde sie deren Rektorin und blieb dies bis zu ihrem Tod.
Ab den 1890er Jahren war sie in der Frauenbewegung aktiv. Als Island 1915 das Frauenwahlrecht einführte, wurde sie von den isländischen Frauenorganisationen ausgewählt, um zum feierlichen Anlass im isländischen Parlament eine Rede zu halten.
Ingibjörg Bjarnason trat für eine Frauenpartei (Kvennalistinn eldri) 1922 bei den Wahlen an und zog am 15. Februar 1923 als erste Frau ins isländische Parlament ein. Bis 1930 blieb sie Abgeordnete. Sie war teilweise parteiunabhängig, teilweise Abgeordnete für die konservativen Parteien Íhaldsflokkurinn oder Unabhängigkeitspartei.